# Laila Kveli
Laila Kveli (ur. 22 października 1987) – norweska biegaczka narciarska, zawodniczka klubu Lierne IL.

## Kariera
Po raz pierwszy na arenie międzynarodowej Laila Kveli pojawiła się 26 listopada 2005 roku w zawodach FIS Race w Sjusjøen, gdzie zajęła 48. miejsce w biegu na 10 km techniką klasyczną. Największe sukcesy osiągała w zawodach FIS Marathon Cup, w których trzykrotnie stawała na podium, nie odnosząc jednak zwycięstwa. W klasyfikacji generalnej najlepiej wypadła w sezonie 2011/2012 i sezonie 2014/2015, które ukończyła na dziewiątej pozycji. Ponadto w 2013 i w 2014 roku wygrała największy szwedzki maraton narciarski - Vasaloppet. Nigdy nie startowała w zawodach Pucharu Świata i nie była uwzględniana w klasyfikacji generalnej. Nigdy też nie brała udziału w igrzyskach olimpijskich ani mistrzostwach świata.
W kwietniu 2022 roku ogłosiła zakończenie kariery sportowej.

## Osiągnięcia

### FIS Marathon Cup

#### Miejsca w klasyfikacji generalnej
- sezon 2010/2011: 13.
- sezon 2011/2012: 9.
- sezon 2012/2013: 12.
- sezon 2013/2014: 17.
- sezon 2014/2015: 9.

#### Miejsca na podium
| Nr | Dzień       | Rok  | Zawody      | Dystans                 | Czas biegu  | Strata      | Pozycja | Zwyciężczyni     |
| -- | ----------- | ---- | ----------- | ----------------------- | ----------- | ----------- | ------- | ---------------- |
| 1. | 4 marca     | 2012 | Vasaloppet  | 90 km stylem klasycznym | 4:08:24,0 h | +2:07,0 min | 2.      | Vibeke Skofterud |
| 2. | 27 stycznia | 2013 | Marcialonga | 70 km stylem klasycznym | 3:29:25.0 h | +1:56,8 min | 2.      | Seraina Boner    |
| 3. | 25 stycznia | 2015 | Marcialonga | 57 km stylem klasycznym | 2:20:32.3 h | +9,9 s      | 2.      | Kateřina Smutná  |

### Visma Ski Classics

#### Miejsca w klasyfikacji generalnej
- sezon 2011: 6.
- sezon 2012: 5.
- sezon 2013: 2.
- sezon 2014: 2.
- sezon 2014/2015: 5.
- sezon 2015/2016: -
- sezon 2016/2017: 9.
- sezon 2017/2018: 10.
- sezon 2018/2019: 18.
- sezon 2019/2020: 13.
- sezon 2021: 17.
- sezon 2021/2022: 10.